# Аверкий Тетовски
Аверкий е български православен духовник, йеромонах, деец на късното Българско възраждане в Македония.

## Биография
Роден е в северозападния македонски град Тетово, тогава в Османската империя. Става духовник. Българската екзархия го изпраща като архиерейски наместник на екзархийската Поленинска епархия и председател на българската община в Дойран. Преследван е от властите. На 2 май 1903 година е интерниран в родния си град, където е арестуван.
Аверкий е игумен на Трънския манастир „Свети Архангел Михаил“ и малко по-късно и архиерейски наместник на Софийската епархия в Трън.